# أليس جويس
أليس جويس (بالإنجليزية: Alice Joyce)‏ هي ممثلة أمريكية، ولدت في 1 أكتوبر 1890 بكانساس سيتي في الولايات المتحدة، وتوفيت في 9 أكتوبر 1955 بهوليوود في الولايات المتحدة.

## أعمال

### أفلام
- (1924) رجل أبيض

## وصلات خارجية
- أليس جويس على موقع IMDb (الإنجليزية)
- أليس جويس على موقع ألو سيني (الفرنسية)
- أليس جويس على موقع أول موفي (الإنجليزية)
- أليس جويس على موقع قاعدة بيانات الأفلام السويدية (السويدية)
- أليس جويس على موقع إن إن دي بي (الإنجليزية)
- أليس جويس على موقع قاعدة بيانات الفيلم (الإنجليزية)
- أليس جويس على موقع كينوبويسك (الروسية)